# Hestmannøy
Hestmannøy est une île de la commune de Lurøy , en mer de Norvège dans le comté de Nordland en Norvège.

## Description
L'île de 13,6 km2 est divisée entre deux municipalités : 
- la moitié nord (Storselsøy ou Selsøya) appartient à la municipalité de Rødøy,
- la moitié sud (Hestmona) appartient à la municipalité de Lurøy.

L'île de Nesøya se trouve à l'ouest, l'île de Lurøya se trouve au sud et le village continental de Tonnes se trouve à l'est.
Le paysage de l'île est dominé par les deux montagnes : Hestmannen (571 m), qui selon la légende est le «  cavalier pétrifié », l'un des nombreux personnages de la saga des montagnes du Helgeland, et Ambota (318 m). Le cercle polaire arctique traverse la partie nord de l'île.
L'activité la plus importante de Hestmannøy est l'agriculture. Le navire musée DS Hestmanden porte le nom de l'île et est ancré à Kristiansand.

## Galerie

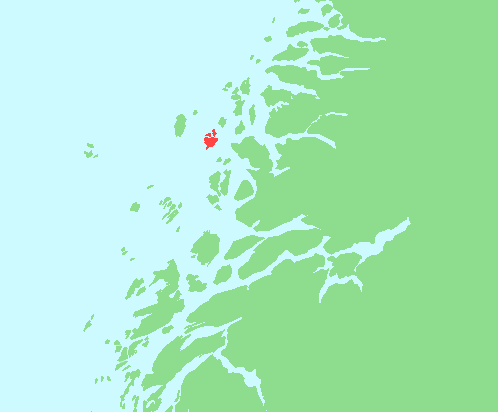
Position de l'île
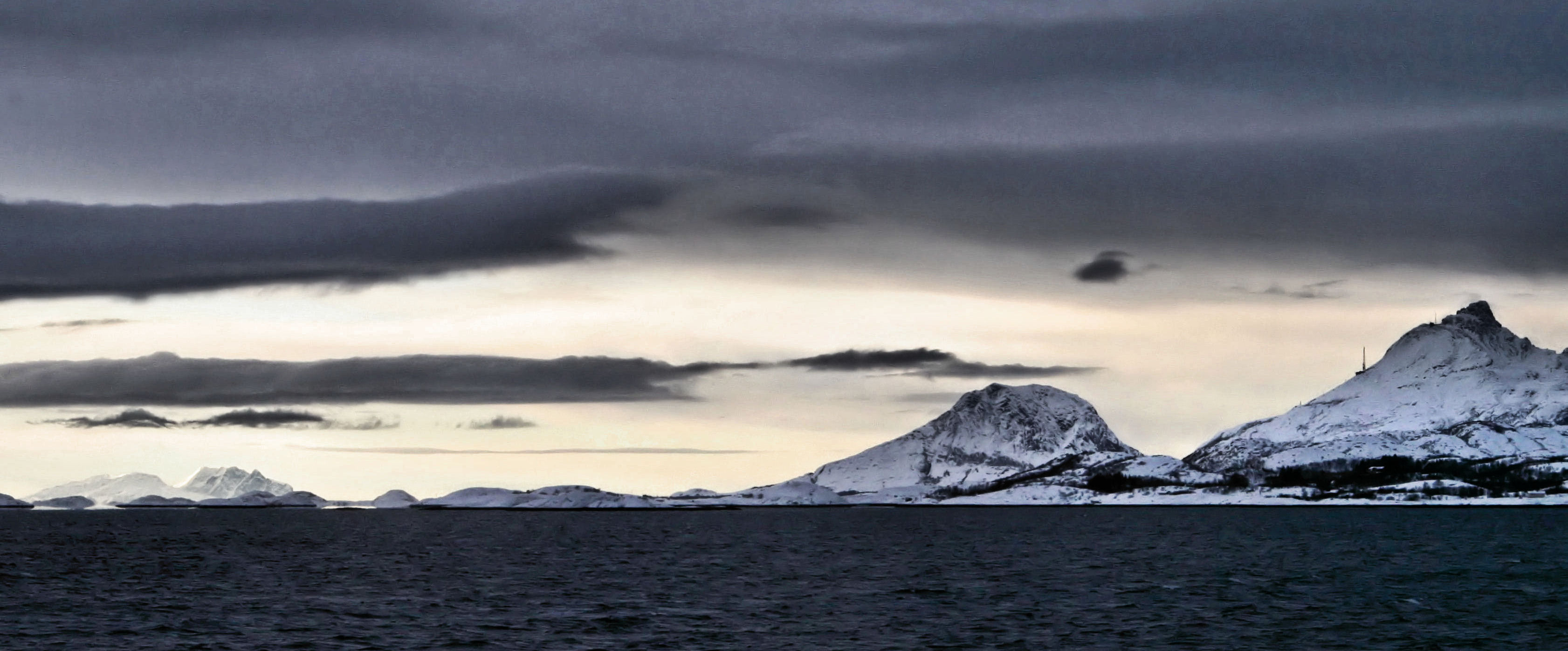
Hestmannøy
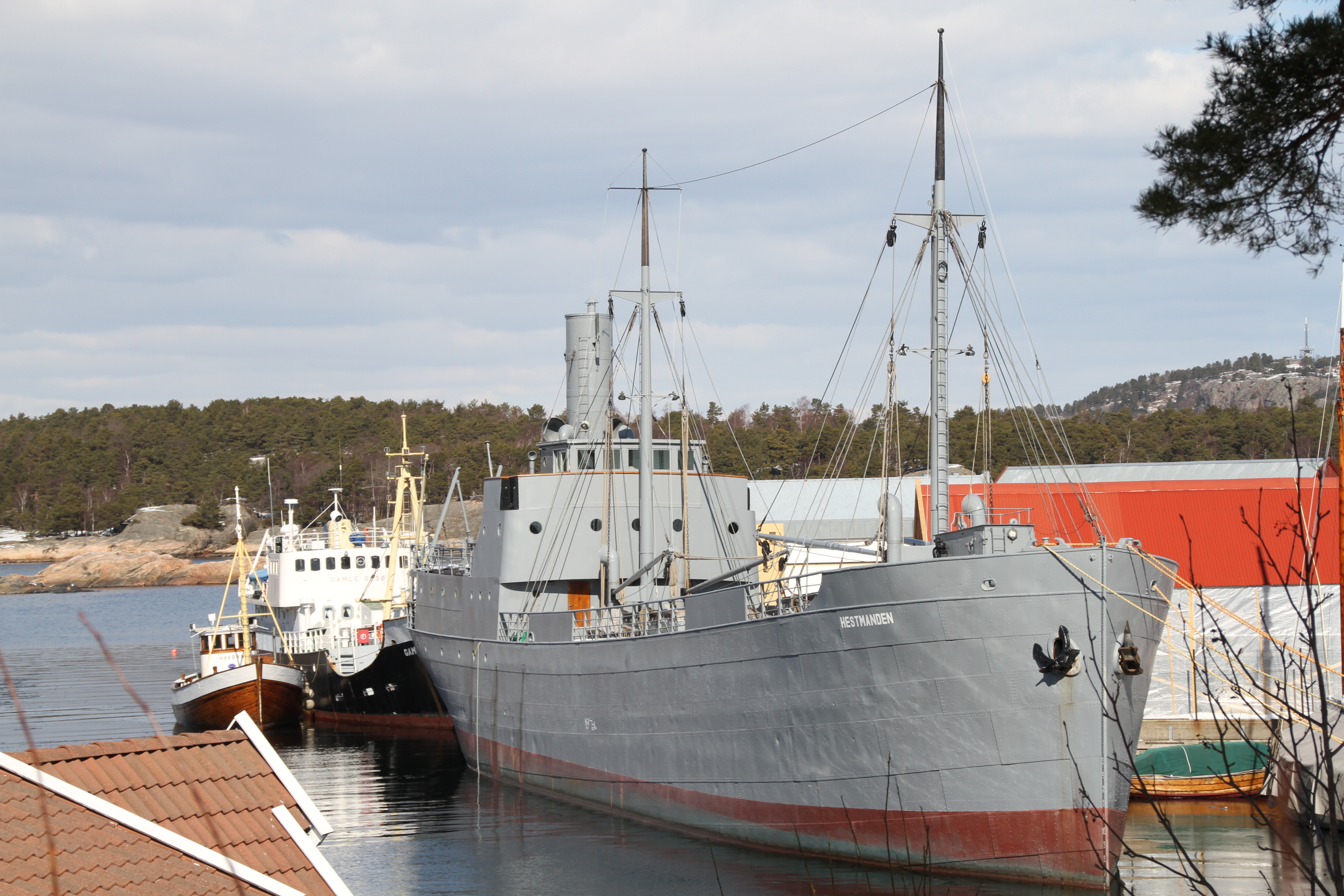
DS Hestmanden